# Долгоруков, Владимир Петрович (губернатор)
Князь Влади́мир Петро́вич Долгору́ков (1699 — 31 мая 1761) — генерал-лейтенант, вице-губернатор и губернатор Ревеля и Риги. Рюрикович в XXVI колене из княжеского рода Долгоруковых.

## Биография
Внук боярина М. Ю. Долгорукова. Старший сын комнатного стольника Петра Михайловича Долгорукова (ок. 1663—1708) от его брака с Анной Ивановной Бутурлиной (1671— ?). Имел братьев князей: Сергея, Якова, Александра, Ивана, Михаила и сестёр княжон: Прасковья — жена князя Василия Алексеевича Урусова, Анастасия — жена Михаила Алексеевича Салтыкова и Евдокия.
Полковник кавалерии Рижского полка (19 марта 1741). С 17 сентября 1742 года вице-губернатор Риги. 18 ноября 1742 года был назначен в Кизляр для принятия мер против нападения войск персидского шаха. Предписано ему выступить из Кизляра на Астрахань и Царицын (13 марта 1743), после чего отозван в С-Петербург. Назначен к присутствие в генеральном суде по делу Лопухиных (18 августа 1743).
Будучи рижским вице-губернатор, генерал-майор князь Долгоруков встречал перед Ригой принцессу Софию (будущею Екатерину II) и её мать Иоганну Елизавету Гольштейн-Готторпскую (13 сентября 1744). Провожал мать Екатерины II, ехавшую в обратный путь в Германию (сентябрь 1745). Назначен губернатором в Ревель (29 марта 1753). Произведён в генерал-лейтенанты (25 декабря 1755, по другим данным — генерал-поручик). Назначен губернатором в Ригу (20 февраля 1758).
Владел поместьями во Владимирском и Московском уездах и двором в Москве на Стретенской улице (1723). По отзыву потомков, князь Долгоруков был человек умный, но гордый, суровый, властолюбивый, типичный «самоуправец» в делах, подчас жестокий и всегда и во всем непреклонный. Несмотря на свое служебное положение и на богатство, он не обращал особого внимания на образование детей своих. Дом его отличался не только богатством, но и изысканной опрятностью и образцовым порядком. Умер в 1761 году, похоронен в Риге.

## Семья

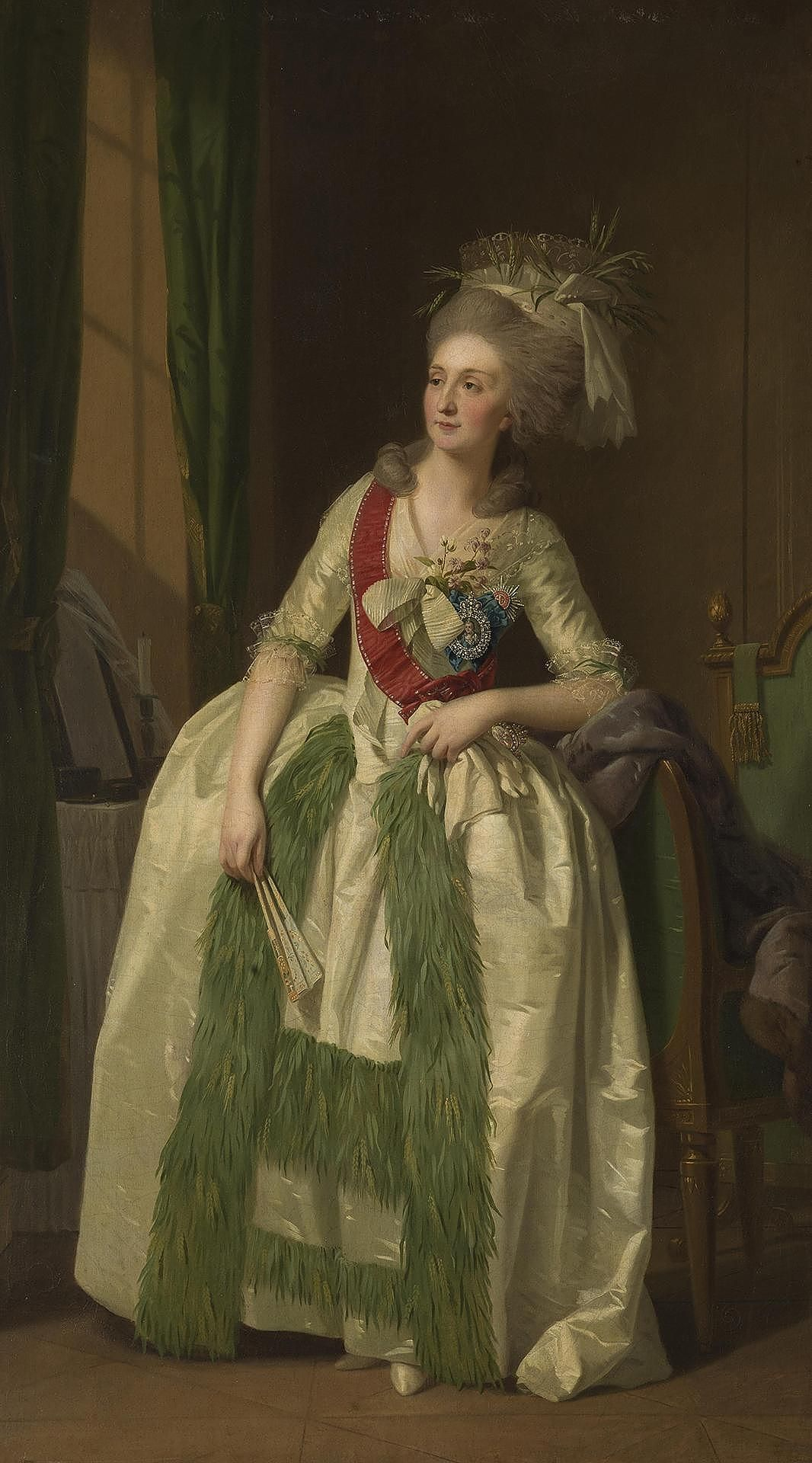
Наталья Владмировна (1780)

Первая жена (с 1 февраля 1723 года) — княжна Елена Александровна Прозоровская, дочь князя Александра Никитича Прозоровского и сестра князя Александра Прозоровского.
Вторая жена — княжна Елена Васильевна Хилкова (ум. 12.05.1763), богатая наследница, дочь князя Василия Ивановича Хилкова от его брака с Прасковьей Васильевной Леонтьевой. Была любящая и кроткая женщина, ни во что не вступалась и во всем была покорна мужу. Похоронена в Богоявленском монастыре. Дети:
- Екатерина Владимировна (1733— ?)— жена адмирала Ивана Яковлевича Барш.
- Прасковья Владимировна (1735—1824) — жена тайного советника, куратора московского университета, Ивана Ивановича Мелиссино.
- Александра Владимировна (1736— ?) — жена бригадира, князя Якова Алексеевича Козловского. Согласно запискам Массона, княгиня Козловская была «одной из женщин, ужасающих своей нечеловеческой жестокостью. Она вела адскую жизнь, под крылом всесильных родственником. В припадках бешеного исступления издевалась над своими крепостными и собственноручно их секла. Это была женщина громадных размеров по росту и тучности и похожа на одного из сфинксов, находимых среди гигантских памятников Египта»[4].
- Наталья Владимировна (1737—1812) — жена генерал-фельдмаршала Николая Ивановича Салтыкова (с 1762), пожалована в статс-дамы (1793), пожалована орденом Екатерины — 1 степени (1797), погребена в селе Черкутине Владимирской губернии.
- Василий Владимирович (1738—1782) — генерал-майор.
- Юрий Владимирович (1740—1830) — генерал-аншеф.